# Korunní princ

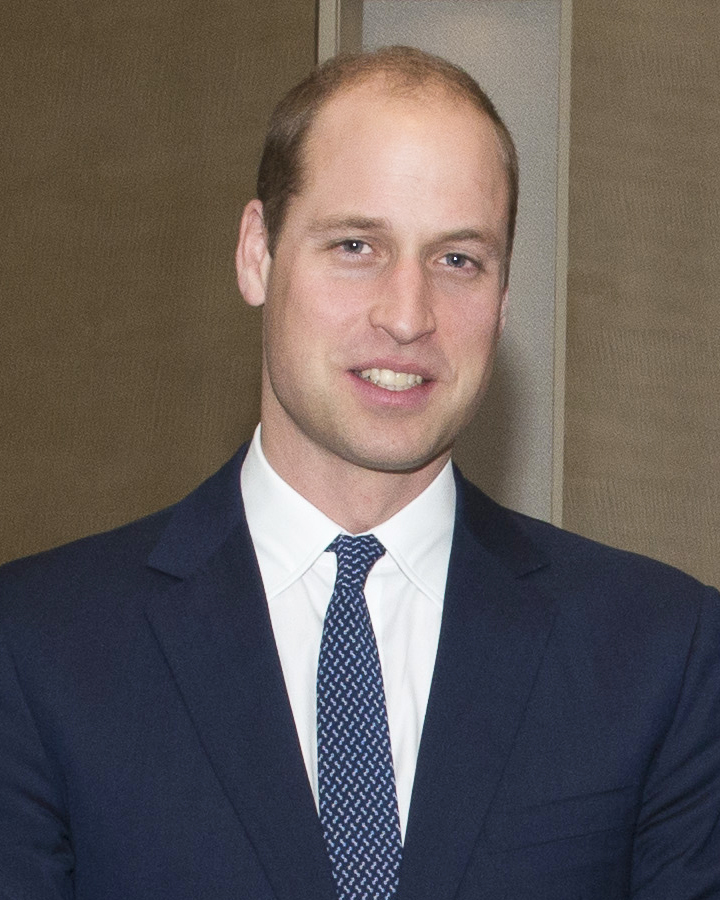
William, princ z Walesu, následník britského trůnu

Korunní princ je označení následníka trůnu. Zpravidla se jedná o nejstarší dítě (či jeho potomka) panovníka v monarchii vyššího stupně (tzn. císaře nebo krále), ale nemusí tomu tak vždy být. Panovník může určit i jinou způsobilou osobu, umožňuje-li to právo dané země. V historii byl někdy korunní princ spoluvládcem předchozího panovníka (v českých zemích to byl např. Josef II., jenž pomáhal při výkonu vladařských povinností své matce Marii Terezii). Následník trůnu, který není synem aktuálního panovníka, neměl v mnohých monarchiích nárok na titul korunního prince. Platilo to např. v Rakousku-Uhersku, kde po smrti císařova syna Rudolfa měli arcivévodové Franz Ferdinand a Karel nárok jen na titul následníka trůnu. Korunní princ v císařství bývá mnohdy titulován jako císařský korunní princ.
V některých zemích je pro následníka trůnu vyhrazen zvláštní titul, například ve Velké Británii je to titul Prince z Walesu, ve Skotsku vévoda z Rothesay, ve Španělském království Kníže z Asturie, ve Francii to byl Dauphin apod. V Českém království neměl následník trůnu vyhrazený žádný titul. Někdy byl však korunován králem ještě za života svého předchůdce jako tzv. mladší král. Fakticky se ujal vlády až po smrti svého předchůdce. Takovým mladším králem byl i Ferdinand IV. Habsburský, který však zemřel ještě dříve než jeho otec Ferdinand III. Habsburský a nikdy se vlády neujal.
V literatuře bývá následník krále označován jako kralevic.
V ruských reáliích se následník panovníka (cara, později imperátora) nazývá cesarevič (na rozdíl od careviče, což je označení všech carových synů).
Následníci trůnu v monarchiích nižšího stupně (následníci kurfiřtů, velkovévodů, knížat, hrabat apod.) užívají vlastní tituly. Viz heslo dědičný princ.

## Současní následníci trůnu
- Belgie – Elisabeth Belgická, vévodkyně brabantská
- Dánsko – korunní princ Christian
- Lichtenštejnsko – dědičný princ Alois z Lichtenštejna
- Lucembursko – Vilém, dědičný velkovévoda lucemburský
- Nizozemsko – Catharina-Amalia Nizozemská, princezna oranžská
- Norsko – korunní princ Haakon
- Spojené království – William, princ z Walesu
- Španělsko – Leonor, kněžna asturská
- Švédsko – korunní princezna Victoria

## Čína
V čínských státech přesný titul následníka trůnu závisel na příbuzenském vztahu k císaři (chuang-ti). Následník císaře zpravidla nosil titul chuang-tchaj-c’ (čínsky pchin-jinem huángtàizǐ, znaky 皇太子, doslova „císařský velký syn“). Byl-li následníkem trůnu jmenován vnuk nebo mladší bratr císaře, obdržel titul chuang-tchaj-sun (čínsky pchin-jinem huángtàisūn, znaky 皇太孫, doslova „císařský velký vnuk“) nebo chuang-tchaj-ti (čínsky pchin-jinem huángtàidì, znaky 皇太弟, doslova „císařský velký mladší bratr“) a tak podobně. Zkrácená forma titulů byla tchaj-c’, tchaj-sun, tchaj-ti.

## Tituly následníků trůnu
Korunní princové mají často ještě jeden zvláštní jedinečný titul, jenž často ukazuje na jednu někdejší součást království nebo knížectví, jež v současnosti představuje spíše již čestný titul:

### Současné monarchie
- Španělsko: kníže z Asturie (Príncipe de Asturias)
  - Navarra: Kníže z Viany (Príncipe de Viana / Prince de Viane)
- Kuvajt: Jeho Výsost korunní princ
- Nizozemsko: Princ oranžský (Prins(es) van Oranje)
- Spojené království: Princ z Walesu (Prince of Wales) není získán automaticky.
  - Vévoda z Cornwallu – titul následníka anglického trůnu, v současnosti sloučen s titulem Princ z Walesu.
  - Vévoda z Rothesay – titul následníka skotského trůnu, v současnosti sloučen s titulem Princ z Walesu.
- Belgie: Vévoda brabantský (Hertog van Brabant / Duc de Brabant) není získáván automaticky.

### Bývalé monarchie
- České království: obvykle markrabě moravský, titul však byl sloučen s titulem českého krále.
- Brazilské císařství, Mexiko a Druhé Francouzské císařství: Císařský Princ
- Rusko: Cesarevič („Carův syn“)
- Itálie: Kníže piemontský/neapolský
  - Sardinské království: (alternativa kníže neapolský),
- Bulharsko: Kníže tarnovský
- Rumunsko: Kníže z Alba Julia
- Francouzské království: Dauphin (Dauphin z Viennois)
- Francouzské císařství: Král římský
- Francie (2. císařství): Prince Impérial, resp. Fils de France) (císařský princ, resp. Syn Francie)
- Portugalsko: Infant(ka) a vévoda z Bragançy
- Byzantská říše: Despota z Morea
- Osmanská říše: Veliaht
- Maďarsko: Rex iunior – („Král junior“)
- Řecko: Vévoda spartský
- Černá Hora: Velkovévoda grahovský a zetský